# 전동초등학교
전동초등학교는 대한민국 세종특별자치시 전동면 노장리에 있는 공립 초등학교이다.

## 학교 연혁
- 1935년 5월 30일 전동공립보통학교 개교(설립인가 5월 10일)
- 1938년 4월 1일 전동공립심상소학교로 개칭
- 1941년 4월 1일 전동공립국민학교로 개칭
- 1981년 3월 10일 병설유치원 개원
- 1994년 3월 1일 송성분교장 통폐합
- 1996년 3월 1일 전동초등학교로 개칭
- 1996년 3월 1일 송덕분교장 통폐합
- 2008년 3월 1일 특수학교 1학급 신설
- 2019년 3월 1일 세종혁신학교 지정
- 2022년 12월 20일 제85회 졸업(총 5,228명)

## 참고 자료
- 전동초등학교 - 한국교육학술정보원 학교알리미